# 761年
| 千纪： | 1千纪 |
| 世纪： | 7世纪 \| 8世纪 \| 9世纪 |
| 年代： | 730年代 \| 740年代 \| 750年代 \| 760年代 \| 770年代 \| 780年代 \| 790年代                                                                                          |
| 年份： | 756年 \| 757年 \| 758年 \| 759年 \| 760年 \| 761年 \| 762年 \| 763年 \| 764年 \| 765年 \| 766年                                                                    |
| 纪年： | 辛丑年（牛年）；唐上元二年、二年（九月去年号）；南诏赞普钟十年；史思明顺天三年，史朝义显圣元年；段子璋黃龍元年；李珍正德元年；日本天平宝字五年；渤海国大興二十四年 |

## 大事记
- 中国
  - 邙山之战，史思明大败唐将李光弼。
  - 史思明之子史朝义杀父自立。
  - 段子璋叛乱。
  - 營州陷於奚，從前為安祿山部將後歸順唐朝的平盧節度使侯希逸為史思明之子史朝義部所迫，南遷淄青（山東省青州）。
- 保加利亚首领泰莱茨称汗。

## 出生
- 唐顺宗李诵，唐朝第十位皇帝（806年去世，45岁）

## 逝世
- 王维，唐朝诗人和画家（701年出生，60岁）
- 史思明，唐朝时期军阀，自称大燕皇帝